# 爱德华七世公园

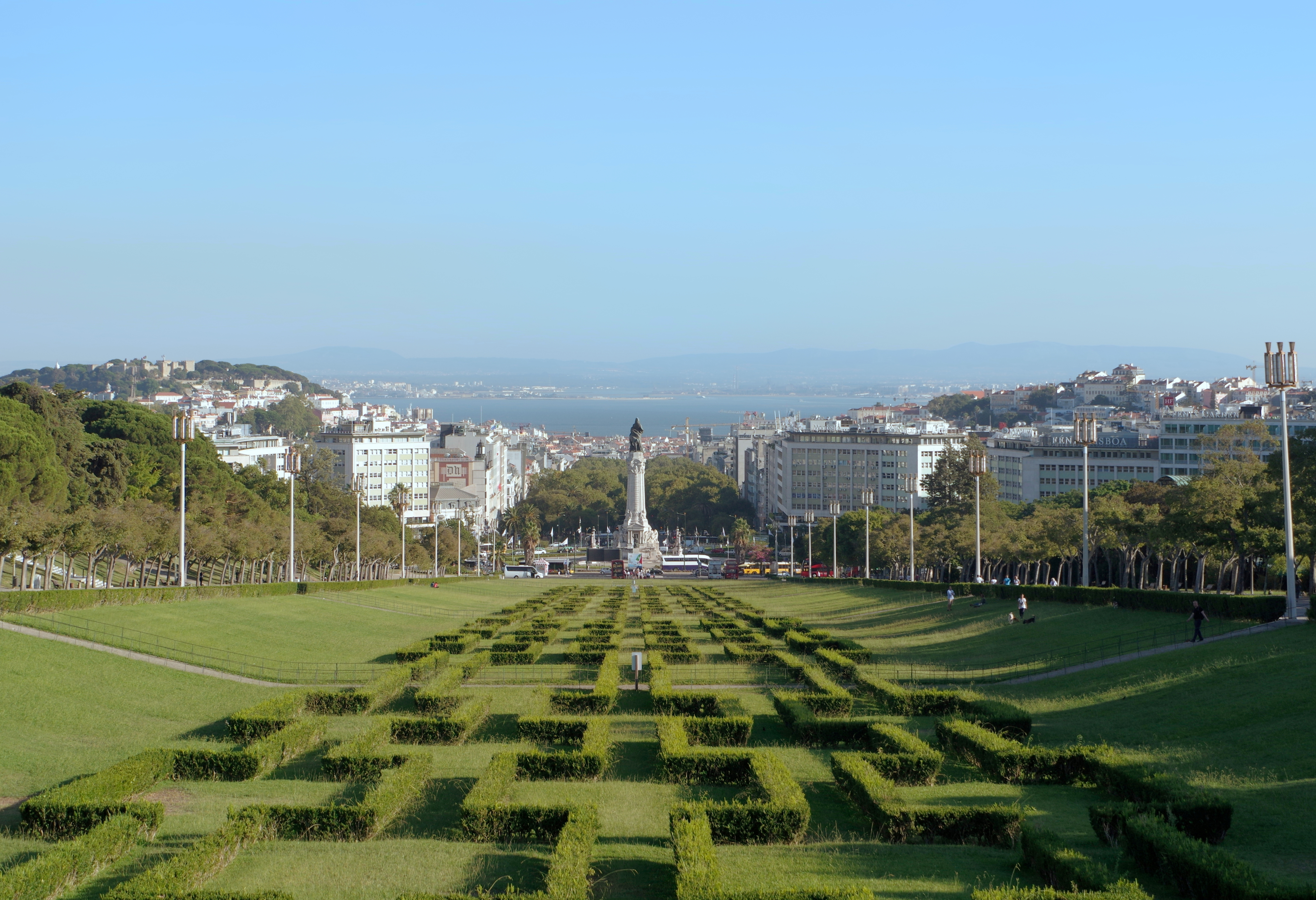
爱德华七世公园，背景是里斯本城市和特茹河

爱德华七世公园（葡萄牙語：Parque Eduardo VII）是葡萄牙首都里斯本的一个公园。这个公园位于市中心，占地26公顷，自由大马路（Avenida da Liberdade）和庞巴尔侯爵广场以北。
爱德华七世公园得名于1902年访问葡萄牙的爱德华七世，以加强两国之间的联系。
38°43′41.73147″N 9°9′10.2039″W / 38.7282587417°N 9.152834417°W